# رنه باره
رنه باره (فرانسوی: René Barret‎; ۶ اوت ۱۹۲۲ – ۲۸ نوامبر ۲۰۰۹) دوچرخه‌سوار اهل فرانسه بود.